# Kakamega poliothorax
Kakamega poliothorax е вид птица от семейство Arcanatoridae, единствен представител на род Kakamega.

## Разпространение
Видът е разпространен в Бурунди, Екваториална Гвинея, Камерун, Демократична република Конго, Кения, Нигерия, Руанда и Уганда.